# جيم لان
جيم لان (بالإنجليزية: Jim Lane)‏ هو سياسي أمريكي، ولد في 1951. حزبياً، نشط في الحزب الجمهوري.